# Pedro José Rada y Gamio

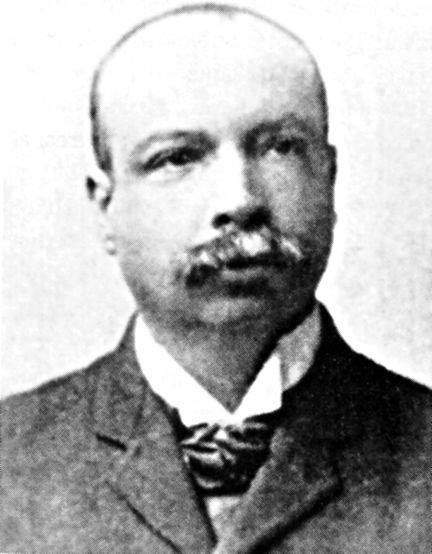
Pedro Rada

Pedro José Rada y Gamio (15 de agosto de 1873 - 25 de maio de 1938) foi um político peruano no início do século XX. Ele serviu como Presidente da Câmara dos Deputados de 1921 a 1922. Foi prefeito de Lima de 1922 a 1925 e primeiro-ministro do Peru de 7 de dezembro de 1926 a 12 de outubro de 1929.